# 仁武GYM
仁武GYM（じんぶじむ）は、1995年から2000年代初頭までゲイ雑誌『G-men』にて作品を発表していた男性作家。イラスト、小説、漫画など作品の発表形態は様々だった。

## 人物概要
構図の妙味、美しい色彩、流麗な描線のカラーイラストで只者ではない芸術的表現力を見せつけた。
小説は、特に1995年から1998年における作品での、文章と自身の挿絵を絡み合わせる江戸時代の春画を模した独特の誌面レイアウトが異彩を放った。
漫画作品では粗雑な絵の描写が目立つものの、幻惑的・夢想的な視覚表現と暗く荒涼とした孤独感を抱かせる物語が特徴的。
カラーイラストの技量の高さ、小説挿絵および漫画の絵柄・表現技法が酷似していることから、1980年代半ばより引退状態にあった漫画家・あすなひろしの変名作品だったとの噂が絶えない。

## 作品リスト

### イラスト
- 年賀状イラスト（1995年 G-men第5号掲載　カラーイラスト）
- 赤熊（1997年 G-men第11号掲載　綴じ込みカラーポスター）
- 大烏（1997年 G-men第11号掲載　綴じ込みカラーポスター）
- 年賀状イラスト（1997年 G-men第23号掲載　2色カラーイラスト）

### 小説と挿絵
- 泣く男（1995年 G-men創刊号掲載　小説・挿絵）
- 雨／真昼どき（1995年 G-men第3号掲載　小説・挿絵）
- 刺青の男（1995年 G-men第4号掲載　小説・挿絵）
- 一と春（1996年 G-men第7号掲載　小説・挿絵）
- 熊に飼われて（1996年 G-men第9号掲載　小説・挿絵）
- 土砂降り（1997年 G-men第17号掲載　小説・挿絵）
- 熊の文庫・仕置き（1998年 G-men第27号掲載　小説・挿絵）
- 足袋が無い（1998年 G-men第30号掲載　小説のみ 挿絵:松五郎）
- 野郎夜噺 脱衣所（1999年 G-men第39号掲載　小説のみ 挿絵:小日向）
- 野郎夜噺Ⅱ 錠 （1999年 G-men第40号掲載　小説のみ 挿絵:小日向）
- 野郎夜噺Ⅲ 尋ね人（1999年 G-men第41号掲載　小説のみ 挿絵:小日向 ）

### 漫画
- 囚人（1997年 G-men第18号掲載）
- ららばい（1997年 G-men第23号掲載）
- 風の行方（1998年 G-men第31、32、34、35号掲載　全4話）